# V.O.-V.S.
Albums de Calogero
L’Embellie
(2009) Live symphonique
(2011)
V.O.-V.S. est le premier album compilation du chanteur Calogero, sorti le 22 novembre 2010.
Cette compilation est composée de deux parties :
- V.O., un florilège de ses plus grands tubes tirés de ses 5 albums tels que C'est dit, Pomme C, Prendre racine...
- V.S., composé des mêmes chansons réenregistrées avec un orchestre symphonique.

L'album est certifié disque de platine pour plus de 100 000 exemplaires vendus.

## Enregistrement de V.S.
V.S. a été enregistré avec un orchestre symphonique de 52 musiciens.
L'orchestre n'est jamais utilisé dans son ensemble, mais toujours par groupes de 20 ou 40 musiciens, parfois moins.

## C'est d'ici que je vous écris
Ce best-of comprend un titre inédit C'est d'ici que je vous écris, écrit par Jean-Jacques Goldman (celui-ci avait déjà prêté sa plume sur L’Embellie, pour la chanson C'est dit, ici réenregistrée en version symphonique).

## Les chansons
La durée indiquée indique d'abord celle de la version originale, puis celle de la version symphonique.
| No  | Titre                                   | Paroles                         | Musique               | Durée       |
| --- | --------------------------------------- | ------------------------------- | --------------------- | ----------- |
| 1.  | En apesanteur                           | Alana Filippi                   | Calogero - Gioacchino | 3:23 - 3:15 |
| 2.  | Prendre racine                          | Patrice Guirao                  | Calogero - Gioacchino | 4:48 - 4:23 |
| 3.  | Tien an men                             | Lionel Florence                 | Calogero - Gioacchino | 4:42 - 5:21 |
| 4.  | Aussi libre que moi                     | Alana Filippi - Lionel Florence | Calogero              | 4:42 - 4:27 |
| 5.  | Yalla                                   | Lionel Florence                 | Calogero              | 4:48 - 3:24 |
| 6.  | Si seulement je pouvais lui manquer     | Michel Jourdan - Julie d'Aimé   | Calogero - Gioacchino | 3:20 - 3:35 |
| 7.  | Face à la mer                           | Passi - Alana Filippi           | Calogero - Gioacchino | 3:43 - 3:50 |
| 8.  | Pomme C                                 | Zazie                           | Calogero - Gioacchino | 3:18 - 3:17 |
| 9.  | Danser encore                           | Zazie                           | Calogero              | 3:09 - 3:18 |
| 10. | La Fin de la fin du monde               | Dominique A                     | Calogero              | 3:52 - 3:07 |
| 11. | C'est dit                               | Jean-Jacques Goldman            | Calogero              | 3:30 - 3:16 |
| 12. | Passage des cyclones                    | Dominique A                     | Calogero              | 4:02 - 3:25 |
| 13. | Nathan                                  | Marc Lavoine                    | Calogero              | 3:53 - 3:58 |
| 14. | C'est d'ici que je vous écris (inédite) | Jean-Jacques Goldman            | Calogero              | 4:02 - 3:40 |

## Classements
| Pays                   | Meilleure position | Entrée           | Sortie          |
| ---------------------- | ------------------ | ---------------- | --------------- |
| France                 | 4                  | 27 novembre 2010 | 28 mai 2011     |
| Belgique (Francophone) | 1                  | 4 décembre 2010  | 21 janvier 2012 |
| Suisse                 | 71                 | 5 décembre 2010  | 23 janvier 2011 |